# Форрер, Эмиль
Эми́ль Оргеторикс Густав Фо́ррер (нем. Emil Orgetorix Gustav Forrer; 19 февраля 1894, Страсбург — 10 января 1986, Сан-Сальвадор) — швейцарский хеттолог и ассириолог. По определению лингвиста Вяч. Вс. Иванова «исключительно одарённый и полубезумный», «гениальный и сумасшедший швейцарский лингвист, которому принадлежит много первостепенных открытий в хеттологии».

## Биография
Родился 19 февраля 1894 года в Страсбурге. Сын известного исследователя древности, искусствоведа и коллекционера Роберта Форрера. Его отец долгие годы возглавлял Археологический музей Страсбурга. Семья жила в достатке и роскоши. Эмиль был третьим ребёнком в семье, его старшая сестра Клара (Clara Amalie Emilie; 1888—1894) умерла в год рождения Эмиля от дизентерии.
В 1911 году Форрер окончил протестантский лицей Страсбурга. В 1912 году поступил в Страсбургский университет, где учился ассириологии у Карла Франка, египтологии у профессора Вильгельма Шпигельберга, изучал арабский язык и фарси у Энно Литмана, а древнеперсидский язык у Альберта Тумба. В 1913 году продолжил обучение в Берлинском университете у профессоров Эдуарда Мейера и Фридриха Делича. В 1917 году защитил диссертацию «Провинциальное деление ассирийской империи» (Die Provinzeinteilung des assyrischen Reiches). В 1925 году прошёл процедуру хабилитации.
Преподавал в университетах Берлина, Чикаго, Балтимора (1933—1934), Цюриха (1946—1948), Сан-Сальвадора.
Внёс большой вклад в дешифровку хеттских клинообразных и иероглифических надписей, занимался историей Хеттского царства и изучением хетто-лувийских языков, исследованием документов Богазкёйского архива, а также историей и исторической географией Ассирии 1-го тысячелетия до н. э. Благодаря трудам Форрера выяснилась грамматическая структура иероглифического хаттского языка. Форрер впервые высказал гипотезу о принадлежности хаттского языка к северокавказским языкам (абхазо-адыгским языкам). Форрер и Б. Грозный определили родство хеттского, лувийского и палайского языков. В 1919 году Форрер показал, что богазкёйский архив содержит памятники на восьми языках, в том числе засвидетельствованы аккадский, лувийский, палайский, хаттский, хеттский, хурритский, шумерский. Восьмым языком Форрер считал язык иероглифов, засвидетельствованный в богазкёйском архиве только на печатях. Результаты этой работы в 1919 году опубликовал в научном труде «Восемь языков Богазкёйских надписей» (Die acht Sprachen der Boghazköi-Inschriften).
В 1924 году Форрер отождествил Аххияву, «великое царство», упоминаемое в хеттских источниках XXIV—XIII вв. до н. э., с Ахейской Грецией, положив начало дискуссии, продлившейся несколько десятилетий. В 1920-х годах Форрер продолжал дешифровку лувийских иероглифов.
На XVIII Международном конгрессе востоковедов в Лейдене в 1931 году Форрер разом сорвал покров с грамматической структуры иероглифического хеттского языка и «впервые полностью осветил в иероглифическом письме весь строй предложения со всеми его частицами». Кроме того, он дал правильное чтение царского имени Муваталлис.
Годы Второй мировой войны провёл в Берлине. В августе 1945 года перебрался из Берлина в Цюрих. После смерти отца 9 апреля 1947 года получил крупное наследство. В 1949 году покинул Европу вместе с четвёртой женой Доротеей и младшим сыном Мидасом Силенусом (Midas Silenus; род. 15 сентября 1946) и переехал в Нью-Йорк. Затем направился в Центральную Америку. В 1949—1966 годах работал внештатным автором в газете El Diario de Hoy в Сан-Сальвадоре.
19 января 1986 года скончался в Сан-Сальвадоре в возрасте 91 года.

## Личная жизнь
В 1918 году женился на Маргарете Соммер (Margarete Sommer; 1895—1977). В 1931 году развелись. У пары родился сын Вольфганг (Wolfgang Walther Forrer; род. 30 июля 1922). 18 апреля 1931 года женился на Люси Бадер (Lucie Mathilde Dorothea Sophie Bader; 1905—1931). 19 ноября Люси скончалась. Три года спустя, его третьей женой в 1934 году стала молодая Кете Пшевловская (Käthe Marie Helene Przewlowsky; 1911—1984). Развелись в 1943 году. У пары родилось двое детей: Телль (Tell Karl-Heinz Forrer; род. 5 апреля 1935) и Майя (Maya Dorothea Forrer; род. 11 апреля 1936). 30 декабря 1944 года женился в четвёртый и последний раз на студентке Доротее Гаупт (Elsa Dorothea Haupt; род. 1921), которая посещала его семинары. У пары родилось пятеро детей.

## Сочинения
- Forrer, Emil. Die acht Sprachen der Boghazköi-Inschriften (нем.) // Sitzungsberichte der Preußischen Akademie der Wissenschaften. — Berlin, 1919. — 18 Dezember. — S. 1029—1048.
- Forrer, Emilio O. Die Provinzeinteilung des Assyrischen Reiches (нем.). — Leipzig: J. C. Hinrichs, 1920.
- Forrer, E. Die Inschriften und Sprachen des Ḫatti-Reiches (нем.) // Zeitschrift Der Deutschen Morgenländischen Gesellschaft. — 1922. — Bd. 76 (neue Folge, Bd 1). — S. 174–269.
- Forrer, Emil. Vorhomerische Griechen in den Keilschrifttexten von Boghazköi (нем.) // Mitteilungen der Deutschen Orient-Gesellschaft zu Berlin. — 1924. — Bd. 63. — S. 1–24.
- Forrer, E. Ḫajasa-Azzi (нем.) // Caucasica. Fasc. 9. — Leipzig: Verlag der Asia Major, 1931. — S. 1–24.
- Forrer, Emil O. Die Hethitische Bilderschrift (нем.). — Chicago: The University of Chicago Press, 1932.
- Forrer, Emilio O. Neue Probleme zum Ursprung der indogermanischen Sprachen (нем.) // Mannus. — 1934. — Bd. 26. — S. 115-127.